# أندرزج بالاز
أندرزج بالاز (بالبولندية: Andrzej Ferdynand Pałasz)‏ (مواليد 22 يوليو 1960) هو لاعب كرة قدم. يلعب مع منتخب بولندا لكرة القدم. سبق له أن لعب في كأس العالم لكرة القدم مع منتخب بلاده.

## روابط خارجية
- أندرزج بالاز على موقع الاتحاد الدولي (مؤرشف)  (الإنجليزية)
- أندرزج بالاز على موقع اتحاد تركيا (لاعب) (الإنجليزية)
- أندرزج بالاز على موقع قاعدة بيانات كرة القدم.إي يو (الإنجليزية)
- أندرزج بالاز على موقع بيانات كرة القدم. دي إي (الألمانية)
- أندرزج بالاز على موقع ناشيونال فوتبول تيمز (الإنجليزية)
- أندرزج بالاز على موقع Soccerway.com (الإنجليزية)
- أندرزج بالاز على موقع عالم كرة القدم.نت (الإنجليزية)